# Gunung Tabur (stato)
Il sultanato di Gunung Tabur (in lingua aceh: Kerasultan Gunung Tabur) fu uno stato principesco esistito nell'attuale Indonesia dal 1810 sino al 1950.
Come il sultanato di Sambaliung, il sultanato di Gunung Tabur derivò la propria esistenza dalla partizione del sultanato di Berau che venne diviso in due parti nel 1810. Lo stato ricopriva le aree dell'attuale distretto di Gunung Tabur, nella reggenza di Berau, nella provincia del Kalimantan orientale in Indonesia.
Con la formazione della Repubblica d'Indonesia, lo stato venne soppresso nel 1950.

## Sovrani di Sambaliung
- 1810-1834 - Zainul Abidin II bin Badruddin
- 1834-1850 - Aji Kuning II bin Zainul Abidin
- 1850-1876 - Amiruddin (Maharaja Dendah I)
- 1876-1882 - Hasanuddin II (Hasanuddin I Gunung Tabur) (maharaja Dendah II bin Amiruddin)
- 1882-1903 - Siranuddin
- 1903-1921 - Maulana Ahmad
- 1921-1950 - Muhammad Khalifatullah Jalaluddin